# Fiordinano, Monte Velbe
Fiordinano, Monte Velbe este o arie protejată (arie specială de conservare — SAC, sit de importanță comunitară — SCI) din Italia întinsă pe o suprafață de 505 ha, integral pe uscat.

## Localizare
Centrul sitului Fiordinano, Monte Velbe este situat la coordonatele 44°04′46″N 12°00′54″E / 44.079321°N 12.01497°E.

## Înființare
Situl Fiordinano, Monte Velbe a fost declarat sit de importanță comunitară în iulie 2006 pentru a proteja 30 de specii de animale. Situl a fost protejat și ca arie specială de conservare în martie 2019.

## Biodiversitate
Situată în ecoregiunea continentală, aria protejată conține 6 habitate naturale: Păduri ilirice de stejar și carpen (Erythronio-Carpinion), Formațiuni de Juniperus communis pe lande sau pajiști calcaroase, Pajiști uscate europene, Pajiști uscate seminaturale și facies de acoperire cu tufișuri pe substraturi calcaroase (Festuco-Brometalia) (* situri importante pentru orhidee), Pseudostepă cu ierburi și specii anuale de Thero-Brachypodietea, Păduri de stejar alb estice.
La baza desemnării sitului se află mai multe specii protejate:
- păsări (26): uliu păsărar (Accipiter nisus), lăstunul mare (Apus apus), ciuf-de-pădure (Asio otus), caprimulg (Caprimulgus europaeus), erete vânăt (Circus cyaneus), erete cenușiu (Circus pygargus), prepeliță (Coturnix coturnix), cuc (Cuculus canorus), lăstun de casă (Delichon urbicum), ciocănitoare pestriță mare (Dendrocopos major), presură de grădină (Emberiza hortulana), șoimul rândunelelor (Falco subbuteo), Hippolais polyglotta, capîntortură (Jynx torquilla), sfrâncioc roșiatic (Lanius collurio), ciocârlie de pădure (Lullula arborea), privighetoare (Luscinia megarhynchos), codobatura galbenă (Motacilla flava), muscar sur (Muscicapa striata), codroșul de pădure (Phoenicurus phoenicurus), ciocănitoarea verde (Picus viridis), huhurez mic (Strix aluco), silvie de câmp (Sylvia communis), silvie mediteraneană (Sylvia melanocephala), strigă (Tyto alba), pupăză (Upupa epops)
- amfibieni (1): Triturus carnifex
- nevertebrate (3): croitorul mare al stejarului (Cerambyx cerdo), Euplagia quadripunctaria, rădașcă (Lucanus cervus)

Pe lângă speciile protejate, pe teritoriul sitului au mai fost identificate 11 specii de plante, 3 specii de amfibieni, 5 specii de mamifere, 1 specie de nevertebrate, 5 specii de reptile.